# Survival Unit II with Clifford Thornton: At WBAI’s Free Music Store, 1971

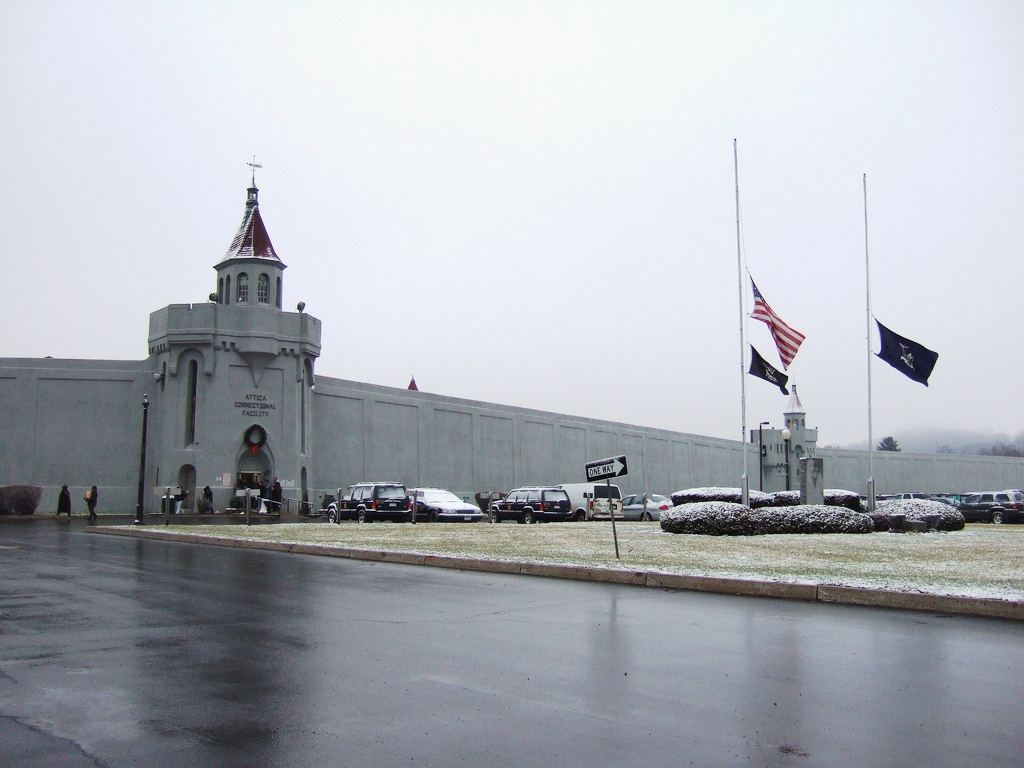
Haupteingang des Attica Gefängnisses

Survival Unit II with Clifford Thornton: At WBAI’s Free Music Store, 1971 ist ein Jazz-Album von Joe McPhee, aufgenommen am 30. Oktober 1971 in New York City. Die Aufnahmen entstanden als Radiomitschnitt des lokalen Senders WBAI und wurden erst 1996 bei HatOLOGY veröffentlicht.

## Musik des Albums
Joe McPhee hatte zum Zeitpunkt des Konzertes im New Yorker WBAI’s Free Music Store (359 East 62nd Street) mit seiner Band Survival Unit II lediglich zwei Alben auf dem Kleinlabel CJR Records veröffentlicht; das 1968/69 entstandene Underground Railroad war in nur 450 Exemplaren erschienen. 1971 entstand das Trioalbum Trinity mit dem Pianisten Mike Kull und dem Schlagzeuger Harold E. Smith, die auch in der um Clifford Thornton und Byron Morris erweiterten Quintettbesetzung mitwirkten.
Das Ende Oktober 1971 stattfindende Konzert war durch den Gefängnisaufstand in Attica im September überschattet, bei dem 44 Menschen ums Leben gekommen waren, aber auch durch die Übergriffe der National Guard gegen demonstrierende Studenten und den Prozess gegen die Chicago Seven, aktuell durch den im September 1971 sich verschärfenden Vietnamkrieg und die Verhaftungen nach der großen Antikriegsdemonstration in Washington D.C.
In dieser politischen Situation schien der kleine New Yorker Sender WBAI „die Stimme in der Wildnis, ein Ort der freien Rede und künstlerischen Ausdrucks“. Joe McPhees präsentierte dort mit seiner Band Survival Unit II ausschließlich Eigenkompositionen des Musikers, von denen er einige (Hamiet, Prince of Denmark und Nation Time) bereits auf seinen beiden ersten Alben für CJR veröffentlicht hatte. Das Programm reichte von der Ballade Song for Lauren, der den Toten des Attica-Aufstands gewidmeten Komposition The Looking Glass I bis zur „Anti-Musik-Establishment-Äußerung in Black Magic Man und McPhees Tribut an Ameer Baraka, Nation Time. Sie alle sind kraftvolle Äußerungen einer freundlichen Seele aus Poughkeepsie [...],“ schrieb der Journalist Chris Albertson.

## Titelliste
- Joe McPhee & Survival Unit II with Clifford Thornton – At WBAI’s Free Music Store, 1971 (HatART limited edition 6197 (1996),[4] HatOLOGY 624 (2004)[A 2])
  1. Announcement 1, 0:33
  2. Black Magic Man, 6:26
  3. Announcement 2, 0:35
  4. Nation Time, 14:13
  5. Song for Lauren, 13:17
  6. Announcement 3, 0:33
  7. Message from Denmark, 13:39
  8. The Looking Glass I, 16:01
  9. Harriet, 13:35
- Alle Kompositionen stammen von Joe McPhee.

## Editionsgeschichte
Werner X. Uehlinger hörte die Bänder des Mitschnitts erstmals 1974 bei einem Besuch in den USA. Dies war auch die erste Begegnung Uehlingers mit Joe McPhee und Craig Johnson von CJR Records. Das Treffen und der Eindruck, den die Musik McPhees auf den bislang unveröffentlichten Bändern auf Uehlinger hinterließ, waren die Initialzündung für den Schweizer sich fortan als Musikproduzent zu betätigen. Ursprünglich war die Veröffentlichung des New Yorker Mitschnitts für das Jahr 1988 geplant. Da sich zu dieser Zeit gerade das Medium Compact Disc durchzusetzen begann, wurde dies verschoben und schließlich vergessen. Erst 1996, 25 Jahre später, erschien der Konzertmitschnitt in einer limitierten Ausgabe. 2006 folgte eine neu remasterte Version der Aufnahmen zur Feier des 30-jährigen Bestehens von HatHut Records.

## Rezeption

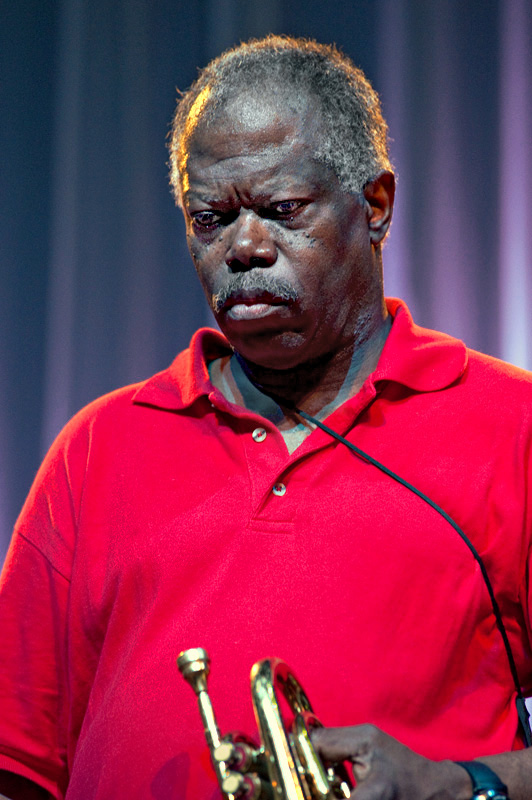
Joe McPhee, mœrs festival 2010

Scott Yanow bewertete das Album im AllMusic mit vier Sternen und schrieb

“Due to the passionate nature of much of this fairly free music and the use of Thornton’s baritone horn, one does not really notice the absence of a string bass. The six lengthy pieces (which are sandwiched by somewhat stilted announcing) are full of fire but also have their quiet and lyrical moments. A strong all-around performance that should not have taken 25 years to release.”

Die Abwesenheit eines Kontrabasses verleihe des Musik des Quintetts nach Ansicht von Nic Jones „eine leichte und luftige Griffigkeit, auch in ihren erhitzten Momenten, wie in dem langen Nation Time, wo McPhee die Fähigkeit zeigt, im Sturm mit den besten Tenorsaxophonisten zu blasen. Byron Morris erweist sich als fähiger Musiker am Sopransaxophon, obwohl er leider die Erwartungen der Nachwelt enttäuscht hat. Bariton[horn]-Spieler Clifford Thornton bringt seinen sonderbar stattlichen, aber sehr zufriedenstellenden Ansatz zu Gehör.“ Song for Lauren sei ein Beispiel für die Art lyrischer Spielweise, die in jüngerer Zeit in McPhees Musik nicht weniger geworden sei, offenbare, welch facettenreicher Komponist und Musiker er sein kann. […] Die Arbeit des Pianisten Mike Kull sei, „auf seine Weise, genauso faszinierend wie die der anderen Musiker hier. Sein Abstand von Cecil Taylors rollenden Donnern ist genauso offensichtlich wie der von dem hartnäckigen Minimalismus eines Mal Waldron. Ihm gelingt es auch, jede abgedroschene Phrase zu vermeiden. Man kann nicht anders, als sich fragen, was aus Kull im Laufe der Jahrzehnte wurde.“ Auch wenn die Klangrestaurierung höchstens pingelige Audiophile nicht zufriedenstelle, verleihen deren Mängel der Musik eine gewisse Dringlichkeit, die wohl nicht in einer makellosen Studioumgebung eingefangen worden wäre. So ergebe sich nun die großartige Gelegenheit, McPhee auf gleicher Höhe zu begegnen und seiner musikalischen Reise zeitlich zu folgen.
Jason Bivins schrieb im Dusted Magazine, die Musik sei „heiß und intensiv, komme geradewegs aus McPhees feurigster Periode“. Der Mitschnitt enthalte den Kern aus dessen Repertoire dieser Phase, die „acetylene torch intensity“ von Black Magic Man, das pathetische Nation Time (in dem sich die Hörner in wunderbarer Klangfarbe mischen), und der großartige Ballade Song for Lauren, mit der McPhee wirklich seine kraftvolle lyrische Spannung schuf, erkennbar in seinen späteren Aufnahmen. McPhee beherrsche zu jeder Zeit seine Instrumente – man höre nur sein liebliches Trompetenintro zu Message from Denmark – und auch die Band klinge großartig […]. Am kraftvollstem sei diese „beim intensiv-düsteren Aufstieg und Fall von Harriet, einem außergewöhnlichen Dokument von freier Improvisation eines der wahren Meister der Musik“.